# God is God
God is God – siódmy singel oraz utwór brytyjskiego zespołu Juno Reactor wydany 25 maja 1997 roku w Wielkiej Brytanii przez wytwórnię Blue Room Released (wydanie CD i 12"). Singel pochodzi z czwartego albumu Juno Reactor – Bible of Dreams, składają się na niego 4 utwory: tytułowy "God is God" w trzech remiksach oraz b-side "Biot Messiah". Utwory te, podobnie jak większość produkcji zespołu, należą do nurtu muzyki psychedelic trance oraz goa trance.
Poza podstawową brytyjską wersją singla wydano również na CD wersję amerykańską, na której znajduje się 7 remiksów "God is God". Poza singlami na nośniku CD wydano również wersje na płytach winylowych (Wielka Brytania, USA i Włochy) oraz specjalną brytyjską edycję singla "God is God (Front 242 Mixes)" (21 grudnia 1997) z dwoma remiksami.

## Lista utworów

### Wielka Brytania
1. "God is God" (Rock of Sion Mix) – 6:51
2. "Biot Messiah" – 7:57
3. "God is God" (Revelation Mix) – 5:41
4. "God is God" (CJ Bolland Mix) -6:06

### USA
1. "God is God" (Rock of Sion Album Edit) – 6:50
2. "God is God" (Mark Saunders Sion Mix) – 5:47
3. "God is God" (God Zilla Mix) – 5:13
4. "God is God" (God is Ambient Mix) – 5:04
5. "God is God" (Grisha Mix) – 6:08
6. "God is God" (Revelation Mix) – 5:41
7. "God is God" (CJ Bolland Mix) – 6:06